# Turfanosuchus
Il turfanosuco (gen. Turfanosuchus) è un rettile estinto appartenente agli arcosauriformi. Visse nel Triassico medio (circa 240 milioni di anni fa) e i suoi resti sono stati ritrovati in Cina.

## Descrizione
Lungo circa un metro, questo rettile doveva assomigliare vagamente a un varano, ma le zampe erano più alte e robuste. Il cranio, inoltre, era più grosso e allungato, ed era sorretto da un collo forte. I denti erano aguzzi e suggeriscono una dieta strettamente carnivora. Il corpo possedeva almeno una fila di placche dermiche (osteodermi). Le zampe posteriori erano simili a quelle degli arcosauri primitivi come Ticinosuchus o altri rettili ancor più ancestrali, come Euparkeria.

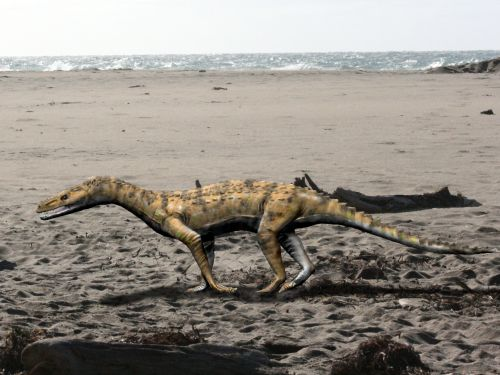
Ricostruzione di Turfanosuchus

## Classificazione
I primi resti di turfanosuco, appartenenti alla specie tipo Turfanosuchus dabanensis, furono descritti nel 1973 da C.C. Young, il quale considerò questo animale uno stretto parente di Euparkeria, allora considerato un arcosauro primitivo. Successivamente vennero alla luce altri resti frammentari appartenenti a una seconda specie, T. shageduensis, poi considerata un possibile sinonimo di Halazhaisuchus (Sookias et al., 2014). Inoltre, uno studio di Parrish del 1993 pose il turfanosuco nel gruppo dei Suchia. Nel 2001, invece, un'ulteriore analisi compiuta da Xiao-Chun Wu (dell'Istituto di Paleontologia dei Vertebrati e Paleoantropologia di Pechino) e Anthony Russell (dell'Università di Calgary) ha escluso l'appartenenza di Turfanosuchus ai suchi e anche ai crurotarsi (il grande gruppo comprendente anche i coccodrilli attuali). Secondo questa analisi, Turfanosuchus non era un vero e proprio arcosauro, ma piuttosto un arcosauriforme primitivo forse imparentato con i proterocampsidi. Altri studi, invece, includono Turfanosuchus tra i crurotarsi (Ezcurra et al., 2010).